# Winfried Wagemann
Winfried Wagemann (* 5. Februar 1940 in Oppeln, Schlesien; † 10. Juni 2021 in Haldensleben) war ein deutscher Chirurg und Kinderchirurg.

## Leben
Winfried Wagemann wurde als Sohn eines Arztes 1940 geboren. Am Ende des Zweiten Weltkriegs flüchtete die Familie nach Haldensleben in Sachsen-Anhalt. Dort legte Wagemann sein Abitur ab. Er studierte Medizin an der Humboldt-Universität zu Berlin. Danach arbeitete er zunächst am Anatomischen Institut der Universität unter Anton Waldeyer. Dort wurde er 1967 mit einer Dissertation mit dem Thema „Tierexperimentelle Beobachtungen zu den Phasen des Persorptionsmechanismus am Rattendarm“ auch promoviert.
Später absolvierte er eine Weiterbildung in Chirurgie, habilitierte sich 1979 mit einer Arbeit über „Die intraoperative Beurteilung der Ausflussbahn und der terminalen Strombahn, ihre Bedeutung als limitierender Faktor für Gefässrekonstruktionen bei chronischen arteriellen Durchblutungsstörungen im femoro-poplitealen Gefässabschnitt“, wurde früh zum Oberarzt ernannt und spezialisierte sich in Gefäßchirurgie.
1985 übernahm er als Nachfolger von Karl-Heinrich Römer die Leitung der Kinderchirurgie an der Medizinischen Akademie Magdeburg. Diese leitete er bis zu seinem Ruhestand.